# Day Night Day Night
Day Night Day Night es una película dramática de 2006 escrita y dirigida por Julia Loktev. Documenta 48 horas en la vida de una joven anónima de 19 años mientras se prepara para convertirse en una terrorista suicida en Times Square. Se estrenó el 25 de mayo de 2006 en la sección Quincena de Realizadores del 58º Festival Anual de Cine de Cannes.

## Elenco
- Luisa Williams como Ella
- Josh P. Weinstein como Comandante
- Gareth Saxe como Organizador
- Nyambi Nyambi como Organizador
- Frank Dattolo como Fabricante de bombas
- Annemarie Lawless como Asistente del fabricante de bombas

## Lanzamiento

### Recepción de la crítica
En el sitio web de agregación de reseñas Rotten Tomatoes, la película tiene un índice de aprobación del 69% basado en 45 reseñas y una calificación promedio de 6.6/10. En Metacritic, la película tiene una puntuación media ponderada de 61 sobre 100, basada en 14 críticos, lo que indica "críticas generalmente favorables".
Justing Chang, de Variety, escribió "un retrato dramáticamente limitado pero extrañamente poderoso de una joven aspirante a terrorista que se propone inmolarse en Times Square", y agregó: "Por momentos frustrante e impresionante en su austeridad, el primer largometraje experimental de Julia Loktev es demasiado radicalmente minimalista para encontrar mucho público más allá del circuito de festivales, aunque aquellos dispuestos a seguir viéndolo pueden encontrarlo como una experiencia auténticamente desgarradora, si bien no especialmente reveladora".
Ed González de Slant describió la película como "nada más y nada menos que otro ejercicio de inmediatez sádica".
Williams recibió críticas positivas por su debut cinematográfico. Stephen Holden, del New York Times, escribió: "Estudiar el clima emocional inestable en el rostro de Luisa Williams, la intensa estrella de ojos oscuros de 'Day Night Day Night', es recordar la famosa jactancia de Norma Desmond: 'Teníamos rostros entonces'".
"Determinación, rabia, incertidumbre, bravuconería, modestia y pánico son algunos de los sentimientos que se reflejan en sus rasgos ligeramente salvajes", escribió Holden. "Sea cual sea su ascendencia (la Sra. Williams es una neoyorquina de nacimiento que debuta en la pantalla), tiene un rostro que nunca olvidarás".
Ty Burr describió a Williams como "extraordinario" en un breve artículo para Movie Nation.
"Williams emite una especie de resplandor... tiene un rostro inolvidable, como el de las mujeres en ciertas películas de arte europeas", escribió Wesley Morris para The Boston Globe. "No hay nada convencional en ella: sus ojos oscuros y cansados se hunden en sus cuencas, su boca y nariz son casi como picos, dibujadas en una especie de ceño permanente... en los agonizantes últimos veinte minutos de la película, su semblante severo y opaco se abre a un universo de transparente angustia emocional."

### Reconocimientos
Day Night Day Night ganó el premio Regard Jeune para jóvenes cineastas en el Festival de Cine de Cannes de 2006, el premio Maverick al mejor largometraje narrativo en el Festival de Cine de Woodstock de 2006, y Premio al Mejor Largometraje en el Festival de Nuevo Cine de Montreal 2006.